# أليكساندر همر
أليكساندر همر (بالفرنسية: Alexandre Hammer) هو لاعب كرة الريشة فرنسي، ولد في 26 مايو 1996.

## وصلات خارجية
- أليكساندر همر على موقع BWF.tournamentsoftware.com (الإنجليزية)
- أليكساندر همر على موقع BWFbadminton.com (الإنجليزية)